# Audio Photo Cinema
Audio Photo Cinema（オーディオフォトシネマ）は、「写真映像」と「朗読」を融合させた舞台表現。APCともいう。
2021年、俳優寿大聡により創設。

## 概要
当初、作家佐々木譲の直木賞受賞作「廃墟に乞う」を舞台化しようと活動していた寿大であったが、俳優加藤雅也から「コロナ禍に合わせた新しい表現を考えよう」との提案を受けて発案する。
コロナ禍に合わせ、ウィルス感染率およびクラスター発生率を大幅に減らすために、キャスト・スタッフともに最小人数でのチーム編成をコンセプトとし、「写真映像」と「朗読」という限定された表現方法を用いることで、人間が本来持つ「空想力」を直接的に強く刺激する。
人々の「想像力」・「創造力」の向上や発展にも貢献する表現方法であり、その教育的な側面も評価を得ている。

## 公演
Audio Photo Cinema「廃墟に乞う」（2021年9月　両国シアターX　）
出演　加藤雅也・寿大聡・木下ほうか・室山和廣
演出　高橋征男
プロデューサー　寿大聡・伊藤隆由希
協力　北海道テレビ放送株式会社・株式会社朝日サービス・株式会社サイドエー・LIBPOSSE entertainment 合同会社・グループ虎
Audio Photo Cinema「廃墟に乞う」（2021年12月　札幌クリエイティブスタジオ）
出演　加藤雅也・寿大聡・木下ほうか・室山和廣
演出　高橋征男
プロデューサー　寿大聡・伊藤隆由希
協力　北海道テレビ放送株式会社・株式会社朝日サービス・株式会社サイドエー・LIBPOSSE entertainment 合同会社・グループ虎
Audio Photo Cinema「TAKARAJIMA」（2022年9月　札幌クリエイティブスタジオ）
出演　福永裕梨・ルナ・寿大聡
ボイスキャスト　加藤雅也・久保田芳之・西村真士・樋口泰子・いわいのふ健・オシアウコ・高橋征男